# Il'ja Muromec (rompighiaccio 2016)
Il'ja Muromec (in russo Илья Муромец?), designazione russa Project 21180, è una nave rompighiaccio russa costruita dai Cantieri dell'ammiragliato (in russo Адмиралтейские верфи?, Admiraltejsckie verfi) di San Pietroburgo e commissionata il 30 novembre 2017. È la prima nave rompighiaccio costruita per la marina russa dopo circa 40 anni.